# Kōtarō Oshio
Kōtarō Oshio (押尾 コータロー?, Oshio Kōtarō, vero nome 押尾 光太郎; Osaka, 1º febbraio 1968) è un chitarrista giapponese, conosciuto principalmente per i suoi lavori con la chitarra acustica.

## Discografia
- 2001 - Love Strings
- 2002 - Oshio Kotaro
- 2002 - Starting Point
- 2003 - Dramatic
- 2004 - Be Happy
- 2004 - Bolero! Be Happy Live
- 2005 - Panorama
- 2006 - Color of Life
- 2007 - Blue Sky, Kotaro Oshio Best CD
- 2008 - Nature Spirit
- 2008 - You & Me
- 2009 - Tussie Mussie
- 2009 - Eternal Chain
- 2011 - Hand to Hand
- 2012 - 10th Anniversary Best
- 2013 - Reboot & Collabo.
- 2014 - Pandora